# Summer Holiday (film)
Summer Holiday is een Amerikaanse muziekfilm uit 1948 onder regie van Rouben Mamoulian. Het scenario is gebaseerd op het toneelstuk Ah, Wilderness! (1933) van de Amerikaanse auteur Eugene O'Neill.

## Verhaal
De jonge Richard Miller woont rond de vorige eeuwwisseling in Connecticut. Hij is verliefd op zijn buurmeisje Muriel. Omdat Richard behalve zijn liefde ook zijn radicale ideeën deelt met Muriel, is haar vader tegen de relatie.

## Rolverdeling
| Acteur           | Personage       |
| ---------------- | --------------- |
| Mickey Rooney    | Richard Miller  |
| Gloria DeHaven   | Muriel McComber |
| Walter Huston    | Nat Miller      |
| Frank Morgan     | Oom Sid         |
| Jackie Jenkins   | Tommy Miller    |
| Marilyn Maxwell  | Belle           |
| Agnes Moorehead  | Nicht Lily      |
| Selena Royle     | Essie Miller    |
| Michael Kirby    | Arthur Miller   |
| Shirley Johns    | Mildred Miller  |
| Hal Hackett      | Wint            |
| Anne Francis     | Elsie Rand      |
| John Alexander   | Dave McComber   |
| Virginia Brissac | Miss Hawley     |
| Howard Freeman   | Mr. Peabody     |
| Alice MacKenzie  | Mrs. McComber   |
| Ruth Brady       | Crystal         |